# Princezna Brazílie
Toto je seznam princezen Brazílie, od roku 1645 do roku 1815, jak sňatkem, tak rodem. Titulu předcházel titul princezny Portugalska a následně královské princezny Portugalska.
Titul vytvořil král Jan IV. Portugalský dne 27. října 1645 ve prospěch svého nejstaršího syna a dědice infanta Teodósia, brzy poté, co se Portugalsko zbavilo svých španělských panovníků. V letech 1645–1815 byl titul „princ Brazílie“ vždy udělován dědici trůnu, který také obdržel titul vévody z Braganzy. Titul byl zrušen, když se Brazílie osamostatnila a připojila se ke Spojenému království Portugalska.
Brazílie se později odloučila od Spojeného království a stala se nezávislým Brazilským císařstvím. Předpokládaní dědicové brazilského trůnu byli známí jako císařský princ Brazílie nebo císařská princezna Brazílie, s oslovením Císařská Výsosti. Ostatní členové brazilské císařské rodiny byli známí pod titulem princ nebo princezna před jejich křestními jmény s oslovením Výsosti. Portugalský titul princ Brazílie, který existoval jako titul portugalského dědice trůnu pouze v době, kdy byla Brazílie stále majetkem Portugalska, by proto neměl být zaměňován s pozdějšími tituly brazilského prince nebo brazilské princezny, které pocházejí z éry Brazilského císařství.

## Rodem
Toto je seznam princezen Brazílie, které držely titul díky svému původu:
| Portrét                     | Jméno                                                | Dědička  | Narození          | Stala se dědičkou trůnu                          | Přestala být princeznou Brazílie            | Smrt            |
| --------------------------- | ---------------------------------------------------- | -------- | ----------------- | ------------------------------------------------ | ------------------------------------------- | --------------- |
|                             | Isabela Luisa, kněžna z Beiry                        | Petr II. | 6. ledna 1669     | 6. listopadu 1683 otcův nástup na trůn jako král | 30. srpna 1688 bratrovo narození            | 21. října 1690  |
| 17. září 1688 bratrova smrt | Isabela Luisa, kněžna z Beiry                        | Petr II. | 6. ledna 1669     | 22. října 1689 bratrovo narození                 |                                             | 21. října 1690  |
|                             | Barbara, kněžna z Beiry                              | Jan V.   | 4. prosince 1711  | 4. prosince 1711                                 | 19. října 1712 bratrovo narození            | 27. srpna 1758  |
|                             | Marie Františka, princezna Brazílie později Marie I. | Josef I. | 17. prosince 1734 | 31. července 1750 otcův nástup na trůn jako král | 24. února 1777 stala se královnou regentkou | 20. března 1816 |

## Sňatkem
Toto je seznam princezen Brazílie, které držely titul sňatkem s princem Brazílie:
| Portrét | Jméno                               | Otec                              | Narození          | Sňatek         | Stala se princeznou                | Přestala být princeznou                         | Smrt             | Manžel      |
| ------- | ----------------------------------- | --------------------------------- | ----------------- | -------------- | ---------------------------------- | ----------------------------------------------- | ---------------- | ----------- |
|         | Infantka Mariana Viktorie Španělská | Filip V. Španělský (Bourboni)     | 31. března 1718   | 19. ledna 1729 | 19. ledna 1729                     | 31. července 1750 stala se královnou manželkou  | 15. ledna 1781   | Princ Josef |
|         | Infantka Benedikta Portugalská      | Josef I. Portugalský (Braganzové) | 25. července 1746 | 21. února 1777 | 24. února 1777 stala se princeznou | 11. září 1788 manželova smrt                    | 18. srpna 1829   | Princ José  |
|         | Infantka Šarlota Španělská          | Karel IV. Španělský (Bourboni)    | 25. dubna 1775    | 8. května 1785 | 11. září 1788 švagrova smrt        | 16. prosince 1815 Brazílie se stala královstvím | 7. prosince 1830 | Princ Jan   |